# Roots (Sepultura-album)
A Roots a Sepultura nevű brazil metalegyüttes hatodik nagylemeze, amely 1996 februárjában jelent meg a Roadrunner Records gondozásában. Ez volt utolsó Sepultura-stúdióalbum, amelyen közreműködik az alapító tag Max Cavalera énekes/gitáros.
Ezen a lemezen az együttes még tovább szélesítette zenei világát. A brazil törzsi ritmusok, az aktuális alternatív és nu metal trend voltak a legnagyobb befolyással a Roots hangzására. Az album felvételeit Ross Robinson irányította, aki korábban a Korn producereként szerzett nevet magának. A felvételek során több különböző népi hangszert használtak, mint például a berimbau és a djembe. A Roots dalaiban több vendégzenész is hallható: Carlinhos Brown brazil énekes/ütőhangszeres, David Silveria dobos, DJ Lethal lemezlovas, Jonathan Davis (Korn) és Mike Patton (Faith No More) énekesek, illetve a brazil őserdei Xavantes törzs.
Az album a 27. helyet szerezte meg a Billboard 200 lemezeladási listán az Egyesült Államokban, ami az együttes történetének legjobb szereplése ezen a listán mind a mai napig. A brit albumlistán a Roots a 4. helyig jutott, és a megjelenés évében ezüstlemez lett. Az aranylemez minősítést Angliában 2001-ben, míg az USA-ban 2005-ben kapta meg 100 ezer illetve 500 ezer eladott példány után.
A Roots szerepel az 1001 lemez, amit hallanod kell, mielőtt meghalsz című könyvben.

## Az album dalai
| 1.  | Procreation (Of the Wicked) (Celtic Frost-feldolgozás) | 3:39 |
| 2.  | Mine (feat. Mike Patton of Faith No More)              | 6:25 |
| 3.  | War (Bob Marley-feldolgozás)                           | 6:40 |
| 4.  | Lookaway (Master Vibe Mix)                             | 5:36 |
| 5.  | Mine (Andy Wallace Mix)                                | 7:58 |
| 6.  | Dusted (demo)                                          | 4:27 |
| 7.  | Roots Bloody Roots (demo)                              | 3:32 |
| 8.  | R.D.P. (demo)                                          | 1:15 |
| 9.  | Untitled (demo)                                        | 4:14 |
| 10. | Attitude (live at Ozzfest)                             | 5:37 |
| 11. | Roots Bloody Roots (Megawatt Mix 1)                    | 4:01 |
| 12. | Roots Bloody Roots (Megawatt Mix 2)                    | 4:08 |

## Közreműködők
- Max Cavalera – ének, ritmusgitár, négyhúros gitár, berimbau
- Andreas Kisser – szólógitár, szitár, háttérvokál
- Paulo Jr. – basszusgitár, timbau grandé
- Igor Cavalera – dob, ütőhangszerek, timbau, djembe

Vendégzenészek
- Mike Patton – ének a Lookaway és Mine dalokban
- David Silveria – dob a Ratamahatta dalban
- Carlinhos Brown – ének, ütőhangszerek, berimbau, timbau, fadob, lataria, xequere, surdos a Ratamahatta dalban
- Jonathan Davis – ének a Lookaway dalban
- DJ Lethal – scratch a Lookaway dalban
- Xavante törzs – ütőhangszerek és dúdolás az Itsári dalban

## Fordítás
Ez a szócikk részben vagy egészben a Roots (Sepultura album) című angol Wikipédia-szócikk ezen változatának fordításán alapul.  Az eredeti cikk szerkesztőit annak laptörténete sorolja fel. Ez a jelzés csupán a megfogalmazás eredetét és a szerzői jogokat jelzi, nem szolgál a cikkben szereplő információk forrásmegjelöléseként.